# Gil Ventura
Gil Ventura, pseudonimo di Marcello Olmari (Milano, 16 giugno 1940 – Varese, 17 maggio 2016), è stato un sassofonista italiano.

## Biografia
Presente già dagli anni sessanta nel gruppo musicale beat The Bo Bo's Band, nel decennio successivo ha pubblicato dischi per la casa discografica EMI Italiana.
Sulla falsariga del successo della Durium con le note raccolte di Fausto Papetti, nel 1972 la casa
discografica EMI Music produsse Gil
Ventura con
la collana di dischi "Sax Club Number 1". Gli album di Gil Ventura erano composti dai successi di quegli anni, incluse le
colonne sonore cinematografiche e le sigle degli sceneggiati della
Rai-Tv, riarrangiate per sassofono e orchestra. Le copertine delle raccolte, come nelle serie di Papetti, presentavano di solito fotografie di donne in posa sensuale oppure in topless.
In totale per Gil Ventura 22 LP della serie "Sax Club" dal
1972 al 1982. Gli album di Gil Ventura entrati nella Hit
Parade LP Italia sono: 1974 "Sax Club n.7" 25º posto - 1975 "Sax
Club n.9" 13º posto - "Sax Club n.12" 23º posto.

## Discografia
Album in studio (LP-MC-ST8)
1972 - Sax Club Number 1   (Odeon/EMI 3C 054-17835) 	 	
1972 - Sax Club Number 2   (Odeon/ EMI 3C 054-17853) 	 		
1973 - Sax Club Number 3   (Odeon/ EMI 3C 054-17903)
1973 - Sax Club Number 4   (Odeon/EMI 3C 054-17936)	
1974 - Sax Club Number 5  "Filmusic"  (Odeon/EMI 3C
054-17954) 				
1974 - Sax Club Number 6  "Romantic" (Odeon/EMI 3C
054-17955)	 			
1974 - Sax Club Number 7    (Odeon/EMI 3C 054-18028) 	 		
1974 - Sax Club Number 8  "Latin" (Odeon/EMI 3C
054-18052)
1975 - Sax Club Number 9    (Odeon/EMI 3C 054-18074)
1975 - Sax Club Number 10  "TeleMusic" (Odeon/EMI
3C054-18075)
1975 - Sax Club Number 11 "Rockin'  (Odeon/EMI 3C 054-18117)
1975 - Sax Club Number 12  (Odeon/EMI 3C 054 - 18122)
1976 - Sax Club Number 13  (Odeon/EMI 3C 234 18200)
1977 - Sax Club Number 14 "Romantic"  (EMI 3C 054-18297)
1977 - Sax Club Number 15  (EMI 3C 054-18274)
1977 - Sax Club Number 16  (EMI 3C 054-18297)
1978 - Sax Club Number 17  (EMI 3C 054 -18342) 		
1978 - Sax Club Number 18  (EMI 3C 054-18374)
1980 - Sax Club Number 19  (EMI 3C 054-18462) 			
1980 - Sax Club Number 20  (EMI 3C 054-18508)
1981 - Sax Club Number 21 "John Lennon's Imagine" (EMI 
3C 054-18533)
1982 - Sax Club Number 22 "San Remo 1982"   (EMI 3C
054-18576)
1983 - Plays America Latina   (Soedi ROL 9200)
1986 - Naganabenè                (Durium MS AI 77461)
Raccolte
1975 - Disco Hit Saxophon    (EMI Electrola 1C 056-18 135)
1976 - Disco Hit Saxophon Vol. II  (EMI Electrola 1C 054-18 203)
1977 - Welcome To Saxclub No. 1  (EMI 5C 050-18275)
1978 - Disco Sax                    (EMI 2C066 18297)
1993 - Sax & Ciak   (CD) 	(Joker CD 10058)
1997 - Summer Sax   (CD) 	(D.V. More Record)
1997 - Summer Sax 2  (CD) 	 (D.V. More Record DV 6142)
1997 - Summer Sax 3  (CD)    (D.V. More Record)
1997 - Summer Sax 4  (CD)     (D.V. More Record)
1998 - Selection Of Golden Sax For Lovers (2CD) 	(Cedar DCD-824)
2003 - 30 Years of Music  (CD)         (Itwhy)
2003 - Je t'aime moi non plus   (CD)  (Itwhy)
2004 - Made In Italy    (CD) 	             (EMI 7243 598202 2 4)
2005 - Sax Emotion      (CD)               (MR Music)
2006 - The Best of Gil Ventura   (CD)   (Zeta Live)
2007 - The Best of Gil Ventura Vol.2   (CD)   (Zeta Live)
2008 - Golden Sax       (CD) 	             (Azzurra Music
TBP11454)
2011 - Gold Collection  (3CD)            (Halidon)
Singoli (7”)
1973 - We're An American Band / Domenica Sera  (Capitol
Records/Odeon 3C 000 70006) 	
1973 - Abra Kad Abra /Domenica Sera (Odeon/EMI 3C 006 17916) 	
1974 - Concerto/ Tramonto (Parlophone 3C006-17988)
1974 - What'll I Do / I Had To Be You (Tema Del Film "Il
Grande Gatsby")  (Odeon 3C 004 18016)
1976 - Chupeta / Lady Roulette  (EMI 3C 006-18187) 	
1978 - Topolino / Dick Duck  (EMI 3C006-18335) 	
1978 - Think It Over / Topolino  (EMI 3C000-79044) 	
1980 -  Jane In Love / Focus  (EMI 3C006-18429) 							